# Crno seme
Crno seme é um filme de drama macedônico de 1971 dirigido e escrito por Kiril Cenevski. Foi selecionado como representante da Iugoslávia à edição do Oscar 1972, organizada pela Academia de Artes e Ciências Cinematográficas.

## Elenco
- Darko Damevski - Andon Sovicanov
- Aco Jovanovski - Hristos Soglomov
- Risto Siskov - Paris
- Pavle Vujisic - Maki
- Voja Miric
- Mite Grozdanov - Marko
- Nenad Milosavljevic - Niko